# Cattività avignonese

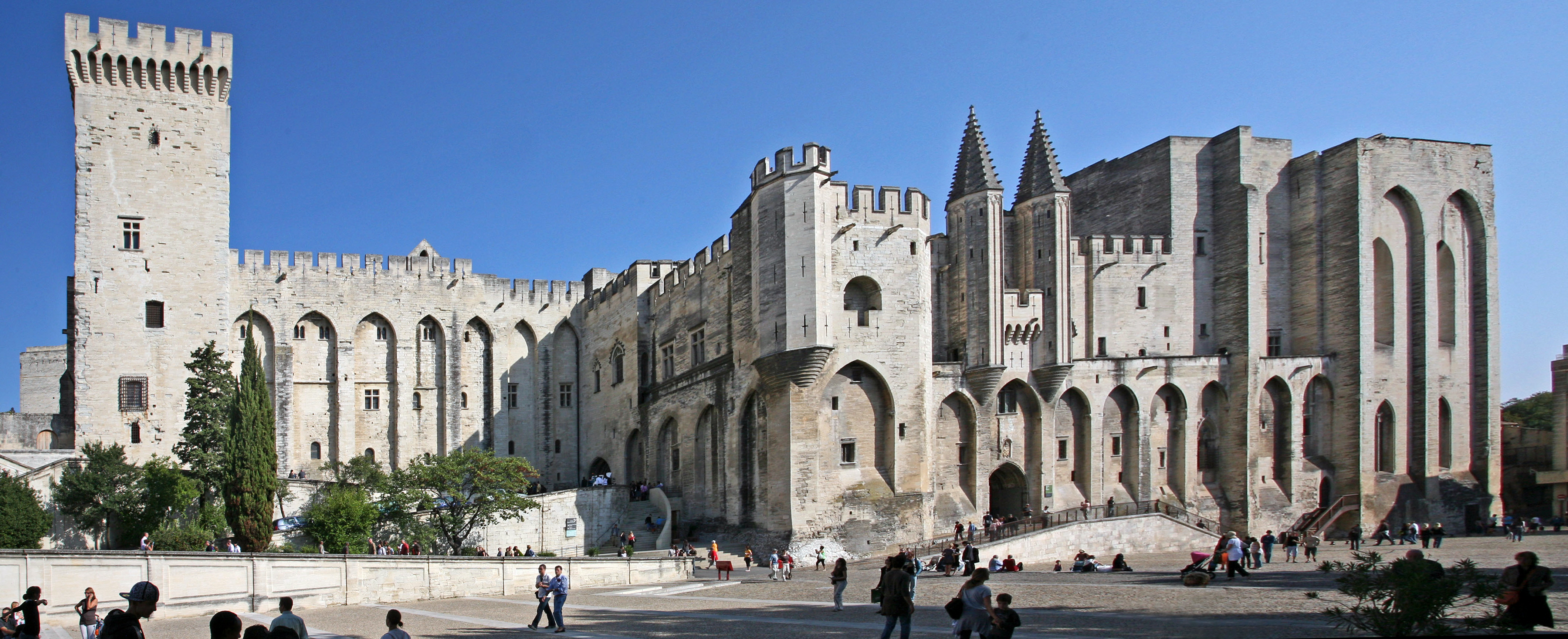
Il palazzo dei Papi ad Avignone

La cattività avignonese nella storia della Chiesa cattolica e del papato indica il trasferimento della sede papale da Roma ad Avignone dal 1309 al 1377.

## Il termine

Fazio degli Uberti, II Dittamondo, avec le commentaire d' Andrea Morena da Lodi. Ms. Ital. 81. Fol. 18r

Il termine "cattività" viene dal latino captīvus (prigioniero). Tale termine presso i coevi non sottintendeva tanto una prigionia dei papi presso i re di Francia, bensì una situazione di esilio paragonabile a quella vissuta dal popolo ebraico durante la cattività babilonese (587 a.C.-517 a.C.). Esso venne indirettamente coniato dal Petrarca: nel sonetto 114 del suo Canzoniere (De l'empia Babilonia, ond'è fuggita) egli identifica Avignone con Babilonia, biblicamente intesa come capitale dell'iniquità e del vizio. I contemporanei quindi – partendo forse da questo paragone – assimilarono la lontananza del papato da Roma con l'esilio degli Ebrei e chiamarono questa situazione "nuova cattività babilonese". In seguito, per meglio distinguere l'originale cattività ebraica con quella pontificia, il termine mutò in "cattività avignonese".

## Storia

### Antefatti

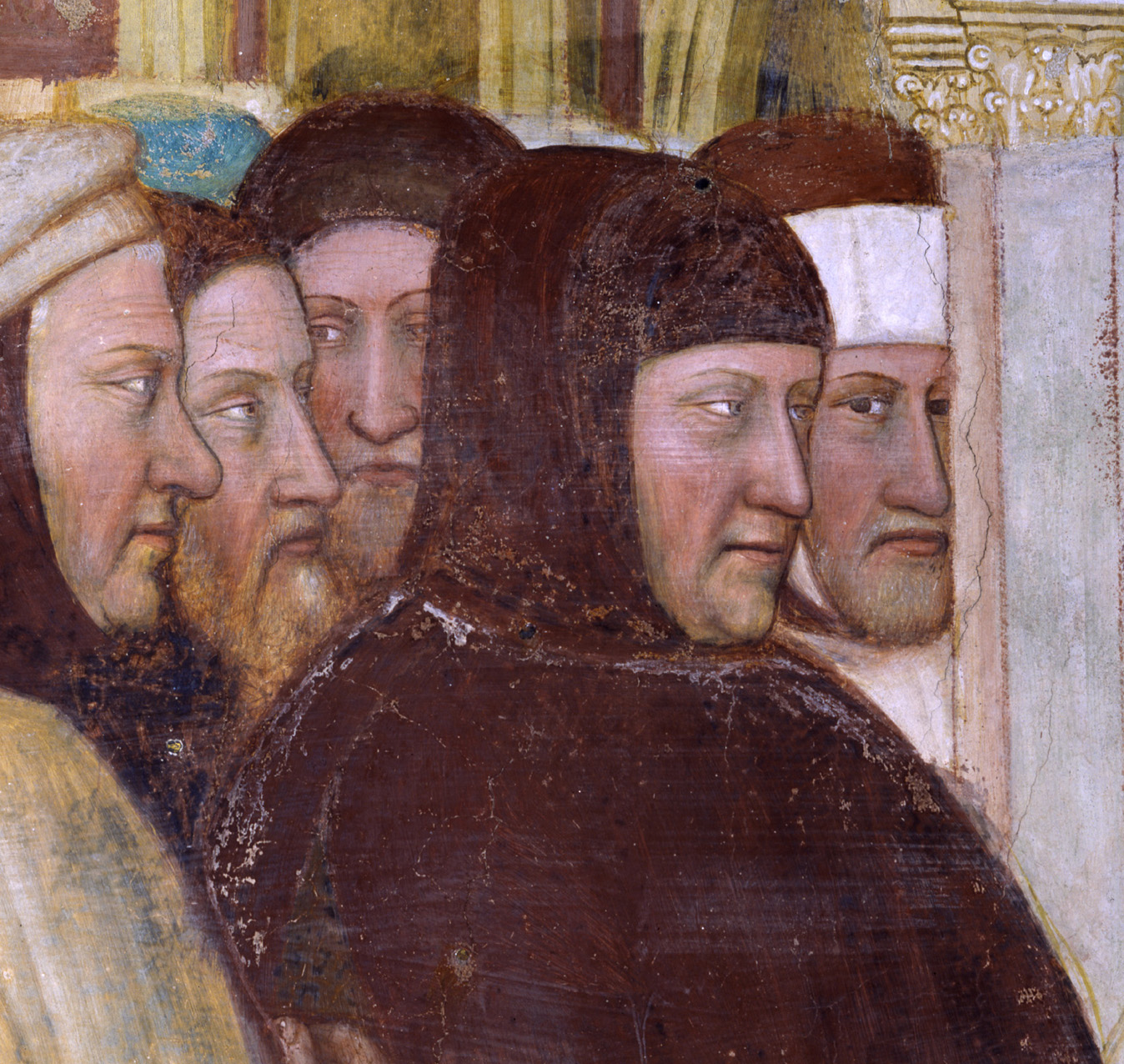
Altichiero da Zevio. Ritratto di Francesco Petrarca, 1376 circa, Padova.

Papa Bonifacio VIII (1294-1303) perseguì una decisa riaffermazione dei privilegi e del potere pontificio, sia all'interno degli Stati della Chiesa sia in ambito europeo. Tale politica lo mise in contrasto da un lato con le potenti famiglie feudatarie romane (in particolare i Colonna), dall'altro con i monarchi europei e principalmente con il re di Francia Filippo il Bello. Lo scontro fu aspro su entrambi i fronti. 
Mentre l'ambito interno vide il temporaneo successo del papa, culminato con la distruzione dell'abitato di Palestrina, feudo dei Colonna, Sciarra Colonna reagì fermamente, sino al punto di oltraggiare il pontefice imprigionandolo in occasione dell'episodio noto come schiaffo di Anagni. Trentaquattro giorni dopo tale episodio (11 ottobre 1303) Bonifacio VIII morì per calcolosi renale. Il suo successore Benedetto XI (1303-1304) si trovò in una situazione difficile: Filippo il Bello era in aperta ribellione all'autorità pontificia e minacciava sia di convocare un concilio del clero francese in cui proclamare l'autonomia della chiesa francese da Roma, sia di istruire un processo post-mortem in cui fare dichiarare pubblicamente Bonifacio VIII eretico, simoniaco, occultista e servitore del diavolo.

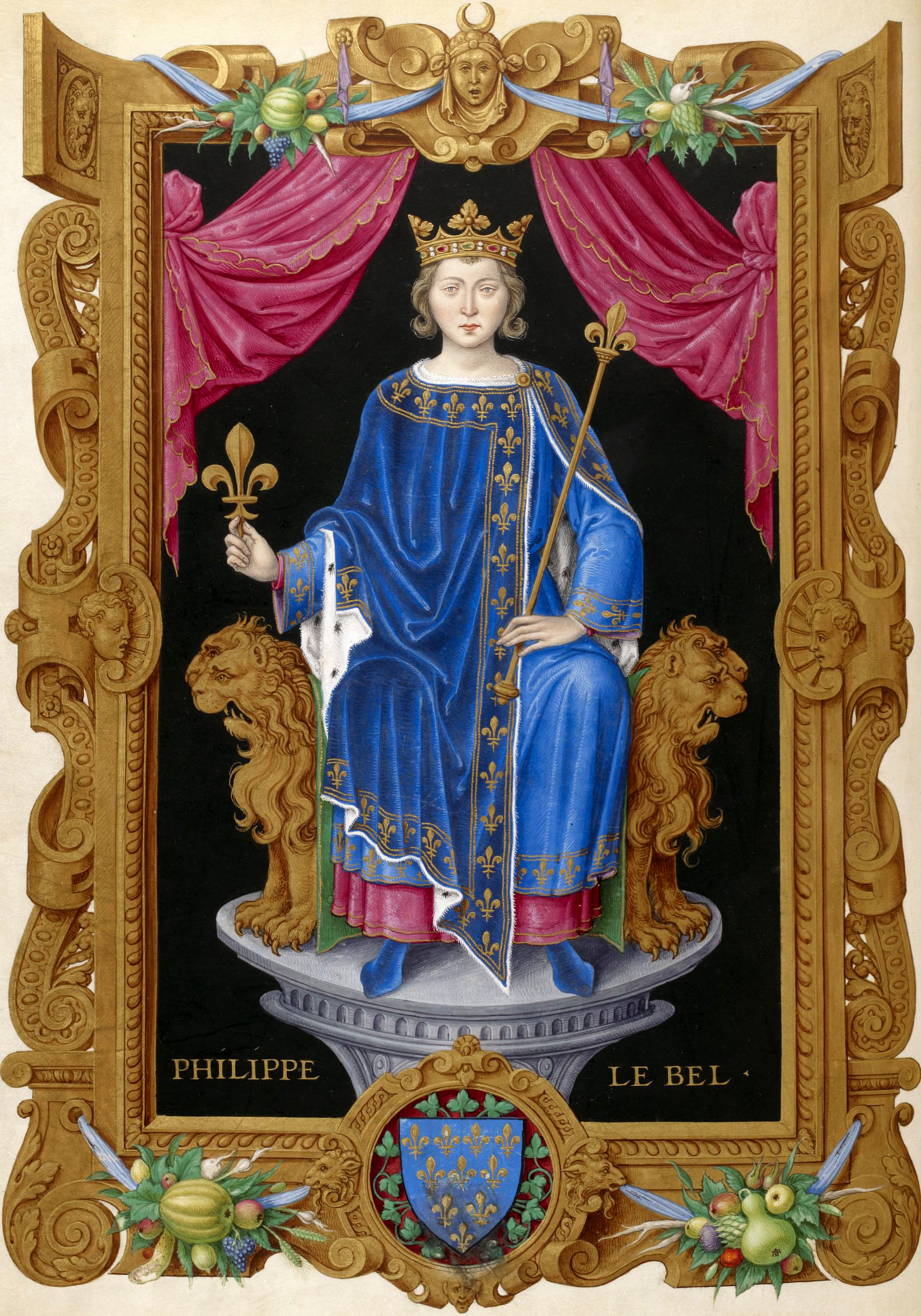
Filippo il Bello. Miniatura dal Recueil des rois de France. Biblioteca nazionale di Francia, Parigi.

I nobili romani intanto avevano iniziato di nuovo a dilaniarsi in guerre intestine, che rendevano malsicura Roma nonché l'incolumità del pontefice. Benedetto XI non ebbe modo di intervenire, morendo improvvisamente a Perugia dopo solo otto mesi di pontificato.

### La scelta di Avignone
L'insicurezza di Roma suggerì al Sacro Collegio di tenere il conclave a Perugia: durò ben undici mesi. Questa lunghezza fu dovuta all'incertezza dei cardinali sulla linea che la Chiesa avrebbe dovuto seguire, e di conseguenza quale candidato eleggere. Alcuni cardinali propendevano per un ritorno alla politica di forza di Bonifacio VIII, altri per una via più conciliante che, rassicurando il re di Francia, scongiurasse lo scisma gallicano ma soprattutto il processo a Bonifacio VIII; lasciare che una parte del clero (quello francese) giudicasse un papa e lo dichiarasse eretico avrebbe costituito un pericoloso precedente. Alla fine prevalse la linea accomodante e fu eletto il francese Bertrand de Got, che prese il nome di Clemente V (1305-1314). Egli non era presente al conclave: si trovava a Bordeaux, di cui era arcivescovo.
Il nuovo papa chiese ai cardinali di raggiungerlo a Lione per l'incoronazione. Non era una novità: già Callisto II era stato incoronato nella vicina Vienne. Essi acconsentirono e, dopo la cerimonia, Clemente V fece ritorno a Bordeaux. Come previsto dai cardinali Filippo il Bello si mostrò accomodante con il pontefice, e nel 1307 gli propose di barattare il processo a Bonifacio VIII con la distruzione dell'Ordine templare di Federico IV, i cui beni suscitavano l'interesse del monarca.
Clemente accettò e nel 1309 si spostò da Bordeaux, che era sotto il dominio del re di Inghilterra, a Poitiers, che era sotto il dominio di Filippo il Bello, ma si rese conto che in un simile frangente era necessario sia riaffermare l'indipendenza della Santa Sede sia tenere strettissimi contatti con il sovrano francese, perciò nel 1313 si spostò da Poitiers ad Avignone, che era proprietà dei d'Angiò, sovrani di Napoli, da cui ottenne il permesso a insediarsi, dopo avere pagato loro la somma di 80.000 fiorini, e che si trovava assai vicino al Contado Venassino, feudo pontificio, nella cui capitale, Carpentras, pose la residenza sua e della curia.
Il papa qui poteva sentirsi a casa propria e allo stesso tempo era vicino ai luoghi e ai personaggi intorno a cui si giocavano i destini della Chiesa. Oltre a queste considerazioni le relazioni provenienti da Roma circa l'ordine pubblico sconsigliavano il ritorno del pontefice nella sua sede storica. Se da un lato non è possibile conoscere le intenzioni di Clemente V circa il ritorno a Roma, dall'altro i molti interventi sulla Città eterna e l'Italia in generale lasciano pensare che i pontefici considerassero transitoria la sede di Avignone.

### Tentativi di rientro

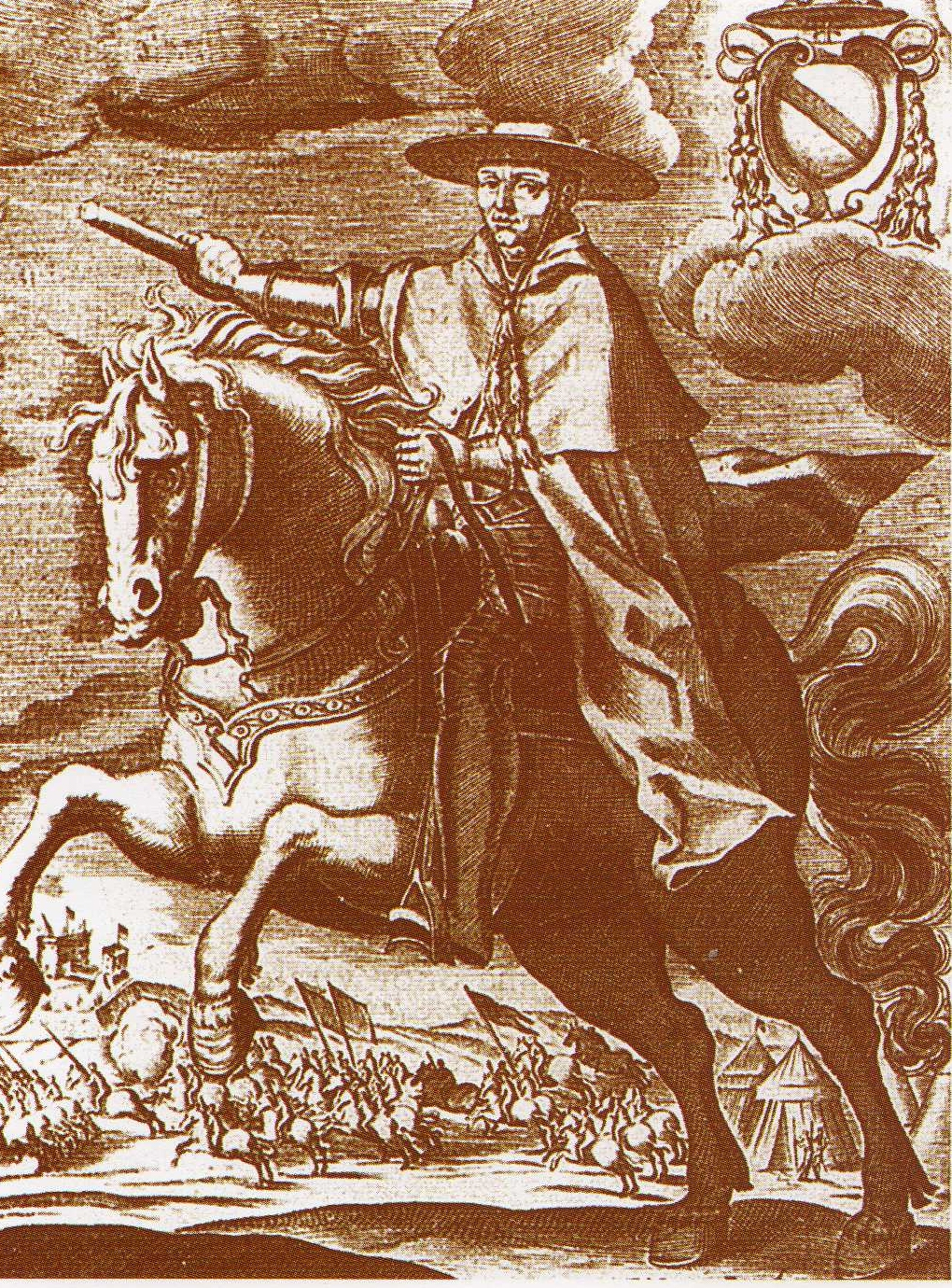
Il cardinale Albornoz a cavallo in un'incisione anonima del XVII secolo

Il fatto che i pontefici considerassero non definitiva la soluzione avignonese è suffragato dal finanziamento di spedizioni militari e diplomatiche nei loro possedimenti italiani per ristabilire l'autorità pontificia in quei territori. Le spedizioni principali furono:
- sotto Giovanni XXII (1316-1334)
  - 1320-1334: spedizione del cardinale Bertrando del Poggetto;
  - 1322-1330: sostegno alla spedizione di Giovanni del Lussemburgo;
- sotto Benedetto XII (1334-1342)
  - 1335: dichiarazione concistoriale in cui si annuncia il rientro in Italia, poi rimandato per i disordini romani. Restauri alla Basilica di San Pietro;
  - 1340: accordi diplomatici con Milano e Bologna;
- sotto Clemente VI (1342-1352)[3]
  - 1350: indizione del Giubileo a Roma;[4]
- sotto Innocenzo VI (1352-1362)
  - 1353-1357: spedizione del cardinale Albornoz;
- sotto Urbano V (1362-1370)
  - 1364: missione diplomatica del legato Audroin de la Roche in vista del rientro del Pontefice a Roma;
  - 16 ottobre 1367: il pontefice rientra solennemente a Roma sino al 1370, quando nuove rivolte nell'Urbe lo costringono a tornare ad Avignone.

La quantità di iniziative intraprese per favorire il rientro a Roma della Sede apostolica smentisce il luogo comune secondo cui – durante la cattività avignonese – i pontefici si disinteressarono delle sorti dell'Italia. Al contrario, seppur tra alti e bassi, non cessarono mai di operare in vista del recupero dei loro possessi romani, in balia dell'anarchia. Fece eccezione Clemente VI, che pubblicamente dichiarò di preferire Avignone a qualunque altro luogo della Terra, tanto che nel 1348 acquistò la città dalla regina Giovanna I di Napoli per 80.000 fiorini.

### Il rientro definitivo a Roma
Gregorio XI (1370-1378) venne sollecitato da molte parti a seguire i passi di Urbano V: in quest'opera di convincimento fu molto attiva Caterina da Siena. Il pontefice si rendeva conto che i motivi che avevano determinato, decenni prima, il trasferimento ad Avignone erano ormai superati: la Francia era assorbita dalla guerra dei cent'anni e la situazione di Roma sembrava volgere al meglio. Non si poteva ulteriormente rimandare senza il rischio di vedere il tracollo del concetto stesso di Santa "Romana" Chiesa. Il 17 gennaio 1377 il papa fece solenne rientro a Roma: da allora e sino ai giorni nostri l'Urbe sarebbe rimasta la sede del Sommo Pontefice e della Curia romana.

## Valutazioni storiografiche sulla Chiesa nel periodo avignonese

### Valutazioni negative

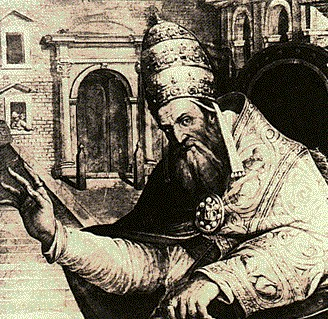
Gregorio XI in un'incisione ottocentesca

La cattività avignonese rappresenta certamente un periodo difficile per la Chiesa, non tanto per la scelta del trasferimento in sé quanto per le conseguenze che esso portò e quindi per la sua immagine nell'Europa del tempo. Molti furono i problemi sorti in quell'epoca:
- l'aggressività dei monarchi francesi sia verso i Templari che verso la memoria di Bonifacio VIII;
- la disputa sulla povertà apostolica con l'Ordine francescano;
- l'inasprimento dei rapporti con l'Impero;
- il progressivo inaridimento delle entrate ecclesiastiche.

La causa principale di questi avvenimenti fu la debolezza spirituale della Chiesa avignonese, individuabile in tre punti fondamentali:
- confinante con la Francia e guidata da pontefici di nazionalità francese, la Chiesa venne vista come asservita agli interessi della monarchia francese.
- Avignone venne presa d'assalto da banchieri, artigiani e artisti che da sempre gravitavano intorno alla Corte pontificia: ma, se costoro erano di casa a Roma e nessuno se ne scandalizzava, tutti stipati nella piccola Avignone essi davano l'impressione ai visitatori di trovarsi in un perpetuo mercato. Per questo Petrarca la chiamò "empia Babilonia": la stessa impressione ebbero i suoi contemporanei.
- Le difficoltà di comunicazione con le potenze europee e le ingenti spese dovute alla creazione di nuove strutture per la Corte pontificia (per esempio il palazzo dei Papi) causarono il crollo delle entrate pontificie: per ovviare a questi problemi economici i pontefici appesantirono l'esazione dei tributi sino a portarla ai limiti del sopportabile e tutto divenne motivo per reperire fondi (indulgenze, annullamento di matrimoni).

Il periodo avignonese si caratterizzò per il fiscalismo e il ripristino dell'istituto medievale della commenda. L'eccessiva fiscalità diede l'impressione che la Chiesa fosse diventata più un centro finanziario che spirituale. I ministri erano tenuti a chiedere un corrispettivo in denaro per qualsiasi atto sacramentale. Anche ogni carica ecclesiastica era tassata. Il papa aveva deciso che per essere nominati vescovi fosse necessario anticipare una commenda di importo pari alla decima di un anno. In questo modo l'episcopato veniva riservato esclusivamente alle famiglie abbienti, le uniche in grado di anticipare la rendita che avrebbe dovuto garantire il sostentamento economico del clero.

### Valutazioni positive
La storiografia moderna (Bernard Guillemain e Guillaume Mollat tra tutti) valuta in modo più equilibrato il periodo avignonese rispetto alla precedente immagine di "catastrofe del papato". Se certamente le difficoltà non furono poche è altrettanto vero che i papi di quel periodo — nella relativa tranquillità loro offerta dalla città francese — poterono mettere mano a una profonda riorganizzazione dell'apparato pontificio, con l'introduzione di uffici e istituti che pur tra molte modifiche fanno ancora oggi parte della burocrazia e delle prerogative papali. A titolo di esempio:
- invenzione del bilancio di previsione a opera di Giovanni XXII;
- istituzione del Tribunale della Rota Romana, così chiamato probabilmente perché i giudici (Uditori) sedevano a rotazione (in latino, rotatim) o, secondo altre ipotesi, dal nome del recinto circolare in cui sedevano gli Uditori per giudicare le cause;
- riforma della Camera apostolica;
- introduzione della designazione pontificia per i vescovi, precedentemente prerogativa dei Capitoli (la nomina in sé, invece, è sempre stata prerogativa papale);
- introduzione dell'obbligo ai prelati (con funzioni di cura d'anime) di risiedere nelle Diocesi loro affidate.

## Conseguenze
Le conseguenze della cattività avignonese per la Chiesa furono molteplici. A lungo termine la riorganizzazione dell'ossatura amministrativa le consentì quella stabilità gestionale e finanziaria che le permise di essere protagonista del Rinascimento. La centralizzazione del potere nelle mani della Curia da una parte facilitò la razionalizzazione e la supervisione degli affari interni, dall'altra consentì l'aumento enorme della pratica del nepotismo. Nel breve periodo invece la perdita di credibilità della sede apostolica certamente favorì la nascita delle Chiese nazionali e lo Scisma d'Occidente, che infatti nacque subito dopo la morte di Gregorio XI. Inoltre l'arricchimento della città di Avignone portò alla vendita di cariche ecclesiastiche.

## Lista dei papi ad Avignone
| Nome da papa                                       | Nato nel                                          | Nato a                                 | Nome                                                                   | Papa dal          | al                                                  | Note |
| -------------------------------------------------- | ------------------------------------------------- | -------------------------------------- | ---------------------------------------------------------------------- | ----------------- | --------------------------------------------------- | --- |
| Papa Clemente V Clemens quintus                    | circa 1264                                        | Villandraut (?) Francia                | Bertrand de Got                                                        | 5 giugno 1305     | 20 aprile 1314                                      | Eletto a Perugia dopo un anno di vacanza del trono pontificio. Al momento dell'incoronazione era vescovo ma non cardinale. Incoronato a Lione, e non potendo raggiungere Roma in preda a sommosse, mantiene la sede pontificia per quattro anni a Poitiers, per trasferirsi poi con la corte ad Avignone nel 1313, ma pone la sua residenza e quella della Curia a Carpentras, nel Contado Venassino (feudo pontificio). |
| Papa Giovanni XXII Ioannes vicesimus secundus      | circa 1244 o 1249                                 | Cahors Francia                         | Jacques Duèse o d'Euse                                                 | 7 agosto 1316     | 4 dicembre 1334                                     | Eletto dopo due anni di vacanza del trono. Nel 1316 riporta definitivamente la sede papale e la Curia ad Avignone. |
| Antipapa Niccolò V Nicolaus quintus                | morto il 16 ottobre 1333                          | Corvaro (Borgorose) Stato della Chiesa | Pietro Rainallucci o Rainalducci detto Pietro de Corbière o de Corbara | 12 maggio 1328    | rinuncia il 25 agosto 1330                          | Non era cardinale al momento della sua nomina a Roma da parte di Ludovico il Bavaro affinché lo incoronasse imperatore. Fuggì da Roma con l'imperatore e si sottomise a Giovanni XXII ad Avignone. |
| Papa Benedetto XII Benedictus duodecimus           | circa 1285                                        | Saverdun Francia                       | Jacques Fournier                                                       | 20 dicembre 1334  | 25 aprile 1342                                      | Si riappacificò con Luigi IV di Baviera e scese a patti con l'ordine francescano |
| Papa Clemente VI Clemens sextus                    | 1290 o 1291                                       | Rosiers-d'Égletons Francia             | Pierre Roger                                                           | 7 maggio 1342     | 6 dicembre 1352                                     | Il suo regno fu segnato dalla peste nera che uccise un Europeo su tre. |
| Papa Innocenzo VI Innocentius sextus               | circa 1282 o 1295                                 | Les Monts Francia                      | Étienne Aubert                                                         | 18 dicembre 1352  | 12 settembre 1362                                   | Trasformò le scuole francescane e domenicane bolognesi in facoltà di teologia al pari delle università di Oxford e di Parigi |
| beato Papa Urbano V beatus Urbanus quintus         | circa 1310                                        | Grizac Francia                         | Guillaume de Grimoard                                                  | 28 ottobre 1362   | 8 dicembre 1370                                     | Non era cardinale al momento della sua elezione. Dopo un periodo ad Avignone si trasferisce a Roma. Ciononostante non può restarvi e rientra ad Avignone, dove muore poco tempo dopo. |
| Papa Gregorio XI Gregorius undecimus               | circa 1330 o 1336                                 | Rosiers-d'Égletons Francia             | Pierre Roger de Beaufort                                               | 30 dicembre 1370  | 27 marzo 1378                                       | Nipote di Clemente VI. Ultimo papa francese riconosciuto dalla Chiesa. Dopo un periodo ad Avignone si trasferisce a Roma e vi si stabilisce con la corte pontificia. |
| Antipapa Clemente VII Clemens septimus             | circa 1342                                        | Annecy Ducato di Savoia                | Robert conte di Ginevra                                                | 20 settembre 1378 | 16 settembre 1394                                   | Eletto a Fondi dagli stessi cardinali che avevano prima eletto, poi rinnegato Urbano VI. Riceve il sostegno di numerosi stati, tra cui la Francia e i regni di Spagna. Sposta nuovamente il seggio pontificio ad Avignone. |
| Antipapa Benedetto XIII Benedictus tertius decimus | circa 1329 o 1342/1343. Morto il 27 novembre 1422 | Illueca Regno di Aragona               | Pedro Martínez de Luna y Gotor.                                        | 28 settembre 1394 | La sua morte è resa pubblica solo il 23 maggio 1423 | Viene deposto dal Concilio di Pisa nel 1409, ma non vi si sottomette. Perde il sostegno della Francia, alleata del papa di Pisa. Il 27 luglio 1417 viene deposto dal Concilio di Costanza, ma non vi si sottomette. Si installa a Peñíscola nel regno di Aragona, l'ultimo stato a riconoscerlo ancora. Anche se Benedetto XIII regna in Aragona lo Scisma d'Occidente è de facto concluso.                              |